# Joker Bianchi/Saison 2009
Mannschaft und Erfolge des Teams Joker Bianchi in der Saison 2009.

## Erfolge

### Erfolge in der UCI Europe Tour
| Datum          | Rennen                                          | Kat. | Fahrer                    |
| -------------- | ----------------------------------------------- | ---- | ------------------------- |
| 8. März        | Poreč Trophy                                    | 1.2  | Ole Haavardsholm          |
| 27. März       | 5. Etappe Tour de Normandie                     | 2.2  | Lars Petter Nordhaug      |
| 5. Juni        | 3. Etappe Ringerike Grand Prix                  | 2.2  | Alexander Kristoff        |
| 6. Juni        | 4. Etappe Ringerike Grand Prix                  | 2.2  | Sondre Gjerdevik Sørtveit |
| 7. Juni        | 5. Etappe Ringerike Grand Prix                  | 2.2  | Stian Remme               |
| 23. Juni       | Norwegische Meisterschaft – Straßenrennen (U23) | NC   | Alexander Kristoff        |
| 29. Juli       | 1. Etappe Tour Alsace                           | 2.2  | Frederik Wilmann          |
| 13.–16. August | Gesamtwertung Mi-Août Bretonne                  | 2.2  | Frederik Wilmann          |
| 23. August     | 3. Etappe Tour of Ireland                       | 2.1  | Lars Petter Nordhaug      |

## Mannschaft

### Kader
| Name                      | Geburtstag        | Nationalität |
| ------------------------- | ----------------- | ------------ |
| Magnus Espeland           | 1. August 1983    | Norwegen     |
| Ole Haavardsholm          | 18. Juli 1989     | Norwegen     |
| Alexander Kristoff        | 5. Juli 1987      | Norwegen     |
| Vegard Stake Laengen      | 7. Februar 1989   | Norwegen     |
| Lars Petter Nordhaug      | 14. Mai 1984      | Norwegen     |
| Stian Remme               | 4. Juni 1982      | Norwegen     |
| Sondre Gjerdevik Sørtveit | 15. August 1988   | Norwegen     |
| Ingar Stokstad            | 16. Dezember 1989 | Norwegen     |
| Svein Erik Vold           | 31. Oktober 1985  | Norwegen     |
| Fredrik Wilmann           | 17. Juli 1985     | Norwegen     |

### Zugänge – Abgänge
| Zugänge                   | Team 2008             | Abgänge          | Team 2009 |
| ------------------------- | --------------------- | ---------------- | --------- |
| Stian Remme               | Team Sparebanken Vest | Joachim Bøhler   | Unbekannt |
| Sondre Gjerdevik Sørtveit | Team Sparebanken Vest | Stian Sommerseth | Unbekannt |
| Magnus Espeland           | Neoprofi              | Sten Stenersen   | Unbekannt |
| Vegard Stake Laengen      | Neoprofi              |                  |           |